# Courtalam
Courtalam es una ciudad y nagar Panchayat situada en el distrito de Tenkasi en el estado de Tamil Nadu (India). Su población es de 2089 habitantes (2011). Se encuentra a orillas del río Chittar, a 8 km de Tenkasi y a 57 km de Tirunelveli.

## Demografía
Según el censo de 2011 la población de Courtalam  era de 2089 habitantes, de los cuales 1044 eran hombres y 1045 eran mujeres. Courtalam tiene una tasa media de alfabetización del 79,19%, inferior a la media estatal del 80,09%: la alfabetización masculina es del 85,58%, y la alfabetización femenina del 72,73%.